# Bundesliga de 1991–92
A Primeira Divisão do Campeonato Alemão de Futebol da temporada 1991-1992, denominada oficialmente de Fußball-Bundesliga 1991-1992, foi a 29º edição da principal divisão do futebol alemão. O campeão foi o VfB Stuttgart que conquistou seu 4º título na história do Campeonato Alemão.

## Premiação
| 1. Fußball-Bundesliga 1991-1992   |
| Baden-Württemberg                 |
| --------------------------------- |
| VFB STUTTGART Campeão (4º título) |